# Призренски окръг
Призренският окръг (на албански: Komuna e Prizrenit; на сръбски: Призренски округ или Prizrenski okrug) се намира в югозападната част на Косово. Административен център на окръга е град Призрен. В състава му влизат 5 общини. Населението на окръга е 331 620 души според преброяването от 2011 година.

## Общини
- Драгаш (Шар)
- Призрен
- Малишево
- Мамуша
- Суха река